# Flagge Schottlands
Die Flagge Schottlands besteht aus einem weißen Andreaskreuz (engl. saltire) auf hellblauem Grund. Eine selten verwendete Version weist einen dunkelblauen Grund auf.
Eine offiziell für die Bevölkerung nicht zugelassene, aber dennoch häufig verwendete Flagge zeigt auf gelbem Grund einen roten steigenden Löwen, umgeben von „Lilien-Doppelbalken“. Dies ist die schottische Königsflagge („Lion Rampant“).
Die schottische Flagge ist eine der ältesten Flaggen der Welt und reicht bis ins 9. Jahrhundert zurück. Eine Überlieferung erzählt, dass im Jahre 832 ein König Hungus (oder Angus) die Pikten und Skoten in eine Schlacht gegen die Angelsachsen geführt haben soll. Hungus und seine Soldaten wurden umzingelt und er betete um Erlösung. Während der Nacht erschien der Apostel Andreas (der auf einem diagonalen Kreuz gekreuzigt worden war) und versicherte Hungus, dass seine Armee siegen würde. Im Morgengrauen nahmen die Wolken am blauen Himmel die Form eines diagonalen Kreuzes an. Die Pikten und Skoten wurden ermutigt, während die Angelsachsen erschraken und schließlich besiegt wurden. Seither ist das Andreaskreuz die Flagge Schottlands. Reliquien des Heiligen wurden später nach Schottland und in die Stadt gebracht, die man dann St Andrews nannte.
Es gibt keine exakte offizielle Definition für den blauen Farbton. Das verwendete Blau variierte über die Jahrhunderte und reichte von einem hellen Himmelblau zu einem dunklen Marineblau. Einem Scherz zufolge basierte die Wahl des Farbtons jeweils darauf, welcher Blauton gerade zum günstigsten Preis erhältlich war. In letzter Zeit scheint man sich jedoch auf den Farbton Pantone 300 geeinigt zu haben. Egal welcher Farbton auch verwendet wird, er muss stets heller sein als derjenige auf dem Union Jack. Das Größenverhältnis ist ebenfalls nicht offiziell festgelegt, wird aber allgemein als 3:5 oder 2:3 angegeben (wobei eine längere Version bevorzugt wird, das wäre die erstere – britische Flaggen sind üblicherweise 1:2, also noch länger im Vergleich zur Breite); in der Literatur ist aber auch 4:5 zu finden. Die Breite der Kreuzbalken sollte ein Fünftel der Flaggenhöhe betragen.

## Andere Flaggen mit Andreaskreuz
Das schottische Andreaskreuz ist eine der Komponenten des Union Jack. Die umgekehrte Version (blaues Andreaskreuz auf weißem Feld) wird als Flagge der russischen Marine verwendet. Das schottische Andreaskreuz ist auch auf dem Wappen und der Flagge der kanadischen Provinz Neuschottland zu finden. Der in Neuschottland verwendete Farbton ist üblicherweise hellblau.
Die Flagge Teneriffas gleicht der Flagge Schottlands.
Auch die Signalflagge M des Flaggenalphabets gleicht der schottischen Flagge.

## Die Flagge des schottischen Königs („Lion Rampant“)

Flagge der schottischen Könige

Das Wappen und die Flagge der schottischen Könige zeigen seit spätestens 1332 einen roten steigenden Löwen (Lion rampant), blau bezungt und bewehrt,  auf goldenem Grund, umgeben von roten Lilien-Doppelbalken.
Der Löwe wurde bereits im frühen 13. Jahrhundert von William I. angenommen, der auch „Wilhelm der Löwe“ genannt wurde, und kann als Wappentier erstmals im Jahr 1222 im Siegel seines Sohnes Alexander II. nachgewiesen werden.
Dieses Wappen wurde beim Beginn der englisch-schottischen Personalunion 1603 in das Wappen des Vereinigten Königreichs integriert und ist seither auch auf der Königsflagge des Vereinigten Königreichs zu sehen.
Die Benutzung der Flagge mit dem steigenden Löwen, des Royal Standard of Scotland ist den Monarchen vorbehalten. Sie wird offiziell auf den schottischen Residenzen des Königshauses in Holyrood Palace und Balmoral Castle aufgezogen, wenn der König abwesend ist. Ist er anwesend, wird hingegen die schottische Version des Royal Standard des Vereinigten Königreichs gehisst. Auch die Repräsentanten des Königs, darunter der First Minister of Scotland, die Lord Lieutenants, der Lord High Commissioner to the General Assembly of the Church of Scotland und der Lord Lyon King of Arms, dürfen den Royal Standard of Scotland führen. Als persönliches Banner des Königs ist die Flagge nach dem Gesetz des Parliament of Scotland von 1672, cap. 47 and 30 & 31 Vict. cap. 17 geschützt. Dennoch ist sie als alternative Flagge für Schottland (z. B. bei Fußball-Länderspielen) so beliebt, dass es politisch unmöglich wäre, jemanden deshalb gerichtlich zu verfolgen.
Neben der Flagge des Königs erscheint der steigende Löwe auch in der Flagge des Duke of Rothesay, des ältesten Sohnes der jeweiligen Monarchen (heute: Prinz William).